# Монтефортіно
Монтефортіно (італ. Montefortino) — муніципалітет в Італії, у регіоні Марке,  провінція Фермо. Населення — 1193 особи (2014). Щорічний фестиваль відбувається 29 вересня. Покровитель — Архангел Михаїл.

## Назва
- Монтефортіно (італ. Montefortino), або Монте-Фортіно (італ. Monte Fortino, «фортечна гора») — сучасна назва.
- Фортіно (італ. Fortino) — скорочена назва.

## Географія
Монтефортіно розташоване на відстані близько 140 км на північний схід від Рима, 80 км на південь від Анкони, 40 км на південний захід від Фермо.

## Історія
На території муніципалітету було знайдено античне поховання, шолом з якого (так званий монтефортінський шолом) став загальною назвою кельтських і ранньо-римських шоломів IV — I ст. до н.е.
За часів імператора Октавіана Августа на території Монтефортіно були створені поселення для легіонерів-емеритів. Як свідчить місцева топоніміка в регіоні був поширений язичницький культ Марса, бога війни.

## Демографія
Населення за роками:

Станом на 1 січня 2023 року в муніципалітеті офіційно проживало 47 іноземців з 17 країн, серед них 32 громадяни країн Євросоюзу.

## Сусідні муніципалітети
- Амандола
- Болоньола
- Кастельсантанджело-суль-Нера
- Комунанца
- Монтемонако
- Сарнано
- Уссіта
- Серравалле-ді-К'єнті
- Віссо